# East Hill-Meridian (Washington)
East Hill-Meridian es un lugar designado por el censo ubicado en el condado de King en el estado estadounidense de Washington. En el año 2000 tenía una población de 29.308 habitantes y una densidad poblacional de 1.267,3 personas por km².

## Geografía
East Hill-Meridian se encuentra ubicado en las coordenadas 47°24′36″N 122°10′59″O / 47.41000, -122.18306.

## Demografía
Según la Oficina del Censo en 2000 los ingresos medios por hogar en la localidad eran de $65.721, y los ingresos medios por familia eran $70.598. Los hombres tenían unos ingresos medios de $49.623 frente a los $35.241 para las mujeres. La renta per cápita para la localidad era de $23.621. Alrededor del 4,4% de la población estaban por debajo del umbral de pobreza.